# Bajorország Párt
A Bajorország Párt (németül Bayernpartei) párt Bajorországban. 
1946-ban alapították, jelenlegi (2017) elnöke Josef Baumgartner. Hazafias bajor pártként határozta meg önmagát, küzd azért, hogy Bajorország független állam lehessen a Európai Unióban.
A Bajorország Párt, mint az 1946 óta kormányzó Keresztényszociális Unió (CSU) is, a második világháború előtt működött Bajor Néppárt örököse. A párt, miután az 1940-es és 1950-es években némi sikert ért el, elvesztette szavazóbázisának javát. Ma is létezik, de legutóbb 1962-ben jutott be a bajor parlamentbe. 
1979 óta a párt a tartományi választásokon az 5%-ot sem éri el. 
A párt 2003-ban a Zugei Körzeti Tanácsban 57 helyet szerzett meg a 65-ből.

## Pártsajtó
A párt évente négyszer bocsátja ki a saját újságját a Freies Bayern. Ezt az újságot először 1952-ben adták ki. 

## Lásd még
- Pártok Németországban